# Suctobelbella latipectoralis
Suctobelbella latipectoralis är en kvalsterart som beskrevs av Chinone 2003. Suctobelbella latipectoralis ingår i släktet Suctobelbella och familjen Suctobelbidae. Inga underarter finns listade i Catalogue of Life.